# Type 97 Te-Ke
Xe thiết giáp hạng nhẹ Kiểu 97 Te-Ke (九七式軽装甲車 テケ  Kyū-nana-shiki kei sōkōsha Teke) là một kiểu xe tăng siêu nhẹ được Lục quân Đế quốc Nhật Bản sử dụng trong Thế chiến thứ hai, đặc biệt là tại chiến trường Trung Quốc và Chiến dịch Khalkhyn Gol. Kiểu xe này được thiết kế cho mục đích chuyên chở lính và đạn dược ra mặt trận, trinh sát, bảo vệ và liên lạc. Tuy ra đời để thay thế cho Te-Ke Kiểu 94, Kiểu 97 vẫn là kiểu xe tăng siêu nhẹ nên từ khi mới ra đời nó đã trở nên lỗi thời.

## Lịch sử phát triển

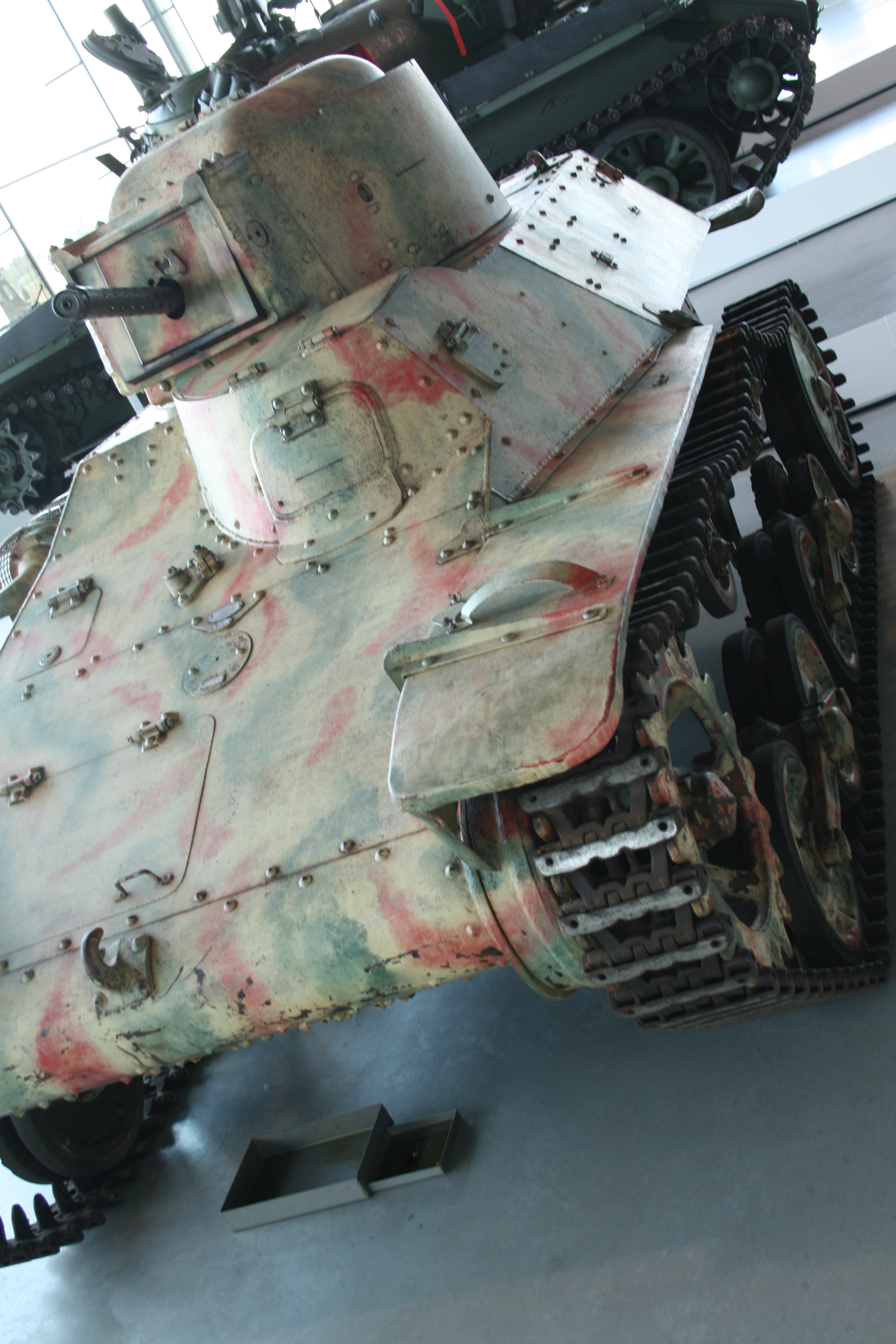
Hình ảnh xe Te-ke kiểu 97 bị quân đội Nhật Bản bỏ lại và được đưa vào bảo tàng quân sự ở Indonesia.

Sau thời gian thử nghiệm khả năng chiến đấu của Te-Ke Kiểu 94 trên thực tế, Lục quân Đế quốc Nhật Bản quyết định tiêu chuẩn hóa lại nhiên liệu dùng cho xe thiết giáp, chuyển từ động cơ xăng sang động cơ diesel. Hai chiếc nguyên mẫu của Kiểu 97 đã được sản xuất bởi hãng Hino Motors và động cơ được Ikega cung cấp. Chiếc nguyên mẫu đầu tiên được hoàn thành vào năm 1937, trang bị động cơ phía trước và lái xe cũng ngồi phía trước với tháp pháo phía sau còn chiếc nguyên mẫu sau thì động cơ chuyển ra phía sau gầm xe để cho lái xe và pháo thủ có thể liên lạc với nhau dễ hơn hoàn thành vào tháng 11 năm 1937. Sau khi thử nghiệm, kiểu thiết kế sau đã được chấp thuận và bắt đầu được đưa vào sản xuất năm 1938.
Te-Ke Kiểu 97 là kiểu xe tăng siêu nhẹ cuối cùng của Nhật Bản trong Thế chiến thứ hai. Mặc dù đã lỗi thời ngay từ khi ra đời, nó vẫn được sản xuất với số lượng lớn. Tổng cộng 558 chiếc đã được sản xuất từ năm 1938 cho đến năm 1942 (1 chiếc năm 1937, 56 chiếc năm 1938, 217 chiếc năm 1939, 284 chiếc năm 1940).

## Thiết kế
Mặc dù có khung gầm giống như Kiểu 94, thiết kế của Kiểu 97 khác Kiểu 94 ở nhiều điểm quan trọng. Động cơ và bộ truyền động được đặt ở phía sau và tháp pháo (vị trí của chỉ huy) chuyển ra giữa – lái xe nằm ở bên trái chỉ huy do đó có vị trí tốt hơn để liên lạc với nhau. Bộ phận trước thân xe lắp đặt bộ giảm tốc và hệ thống quay (quành). Xe có góc nghiêng của giáp hợp lý và chiều cao không lớn. Buồng chiến đấu được thiết kế, tính toán cho phù hợp với chiều cao của người Nhật. Ngoài ra, giống như Kiểu 94, bên trong xe được phủ các tấm đệm hấp thu nhiệt amiang để phòng cháy.
Hệ thống treo có hai giá chuyển hướng, với 2 bánh đỡ mỗi bên, răng bánh xích phía trên và bánh đệm phía sau, còn có 2 bánh đỡ xích. Hỏa lực chính là một pháo chống tăng Kiểu 94 37mm (tương tự như của Ha-Go Kiểu 95) với 96 quả đạn pháo, nòng súng dài 136 cm (L36.7), góc bắn từ -15 đến +20 độ, góc phương vị 20 độ trái và phải, tốc độ đạn là 600 m/giây, khả năng xuyên giáp: 45 mm ở khoảng cách 300 m. Tuy nhiên một số chiếc lại chỉ được trang bị một súng máy 7,7 mm.
Kiểu 97 bắt đầu thay thế Kiểu 94 từ năm 1939 và được biên chế vào các trung đoàn trinh sát bộ binh, thiết kế của nó không nhằm mục đích đối đầu với xe tăng đối phương. Do mục đích chỉ là một loại xe trinh sát, Te-Ke được chú trọng về tốc độ chứ không phải khả năng chiến đấu, kíp chiến đấu của nó chỉ được thiết kế cho 2 người; người chỉ huy thực hiện đồng thời cả nhiệm vụ nạp đạn, ngắm bắn và bắn khẩu pháo. Giống như các kiểu xe tăng siêu nhẹ khác, lớp giáp bảo vệ của nó mỏng và dễ dàng bị đạn súng máy hạng nặng xuyên thủng.
Một số lượng lớn các phiên bản khác của Kiểu 97 đã được sản xuất, với không có trang bị tháp pháo, động cơ dời ra phía trước và có toa chở hàng kín phía sau, được thiết kế cho nhiều mục đích như chở quân, vũ khí đạn dược, trinh sát chỉ điểm cho pháo binh trong đó có xe bọc thép chở quân So-Da Kiểu 98. Ngoài ra còn có thể trang bị pháo 37mm hoặc 47mm làm pháo tự hành.

## Lịch sử hoạt động

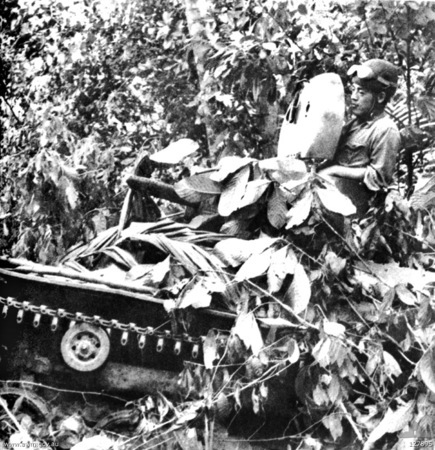
Một chiếc Te-Ke Kiểu 97 ngụy trang bằng lá cây trong Trận Muar, ngày 17 tháng 1 năm 1942.

Giống như Kiểu 94, Kiểu 97 được sử dụng cho nhiều mục đích như chuyên chở lính và đạn dược ra mặt trận, trinh sát, bảo vệ và liên lạc.
Tại chiến trường Trung Quốc, Kiểu 97 tỏ ra có hiệu quả khi đối đầu với Quân đội Cách mạng Quốc dân chỉ có 3 tiểu đoàn xe tăng trong đó có xe tăng siêu nhẹ của Ý CV33. Do có trọng lượng nhẹ nên nó có thể chuyên chở, vận tải dễ dàng qua biển hay qua sông.
Khi Thế chiến thứ hai bắt đầu, Kiểu 97 có những đóng góp cho chiến thắng của quân Nhật tại Mã Lai và Philippines khi mà trọng lượng nhẹ cho phép nó có thể qua cầu hay phà nơi mà xe tăng hạng nặng không thể qua, hay nhờ kích thước nhỏ nên nó có thể di chuyển dễ dàng ở các khúc quanh dài và những con đường hẹp để vận chuyển quân và hàng hóa.
Trong giai đoạn còn lại của chiến tranh, số lượng lớn các xe tăng siêu nhẹ của Nhật được phân tán khắp các hòn đảo ở Thái Bình Dương. Một số trung đoàn tăng được tạo thành từ những đơn vị xe tăng siêu nhẹ nhưng do đặc tính là lớp giáp quá mỏng, Te-Ke Kiểu 97 hầu như không được sử dụng để đối đầu với xe tăng Anh và Mỹ.